# 고디기젤
고디기젤(Godigisel, 359년-406년)은 하스딩기 반달족의 족장으로 406년 죽을 때까지 반달족을 지배했다. 그가 지배하던 반달족은 알라니족과 함께 라인강을 넘어 로마 제국의 영토로 침입했는데 이미 그곳에 살던 프랑크족과 경쟁관계에 있었다. 406년 12월 31일 고디기젤은 오늘날 마인츠 부근에서 꽁꽁 얼어붙은 라인강을 건너다가 매복해 있던 프랑크족의 기습을 받고 죽었다고 한다.
그의 사후 살아남은 맏아들 군데리크가 반달족의 족장이 되어 부족을 갈리아로 이주시켰다.
|  | 반달족 족장 406년까지 | 후임 군데리크 |